# Tschatscha

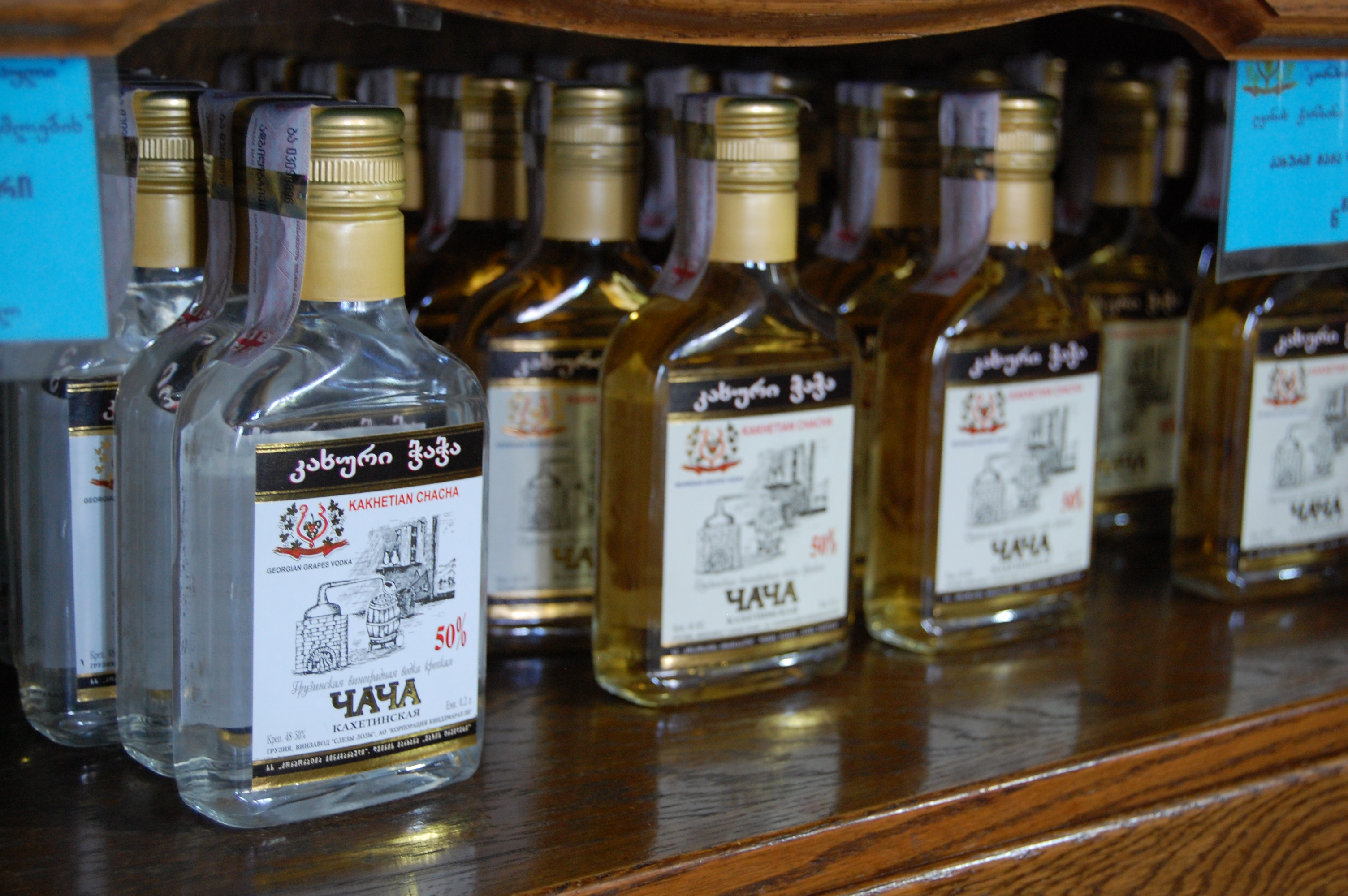
Verschiedene kachetische Tschatscha

Tschatscha (georgisch ჭაჭა) ist ein traditioneller georgischer Tresterbrand. Industriell wird er aus Weintrauben weißer Rebsorten, in privatem Brand auch aus anderen Früchten hergestellt.

## Allgemeines
Ursprünglich war Tschatscha ein Nebenprodukt der Weinherstellung für den Privatgebrauch. Noch heute ist er in dieser Form auf dem Lande weit verbreitet und die Brennerei für den Eigenbedarf ist Teil der Subsistenzwirtschaft und nach dem Gesetz erlaubt. Georgische Bauern verwenden neben Wein auch Feigen, Mandarinen, Apfelsinen oder Maulbeeren, wobei dieser Obstbrand in Georgien korrekt Araki genannt wird. In der Umgangssprache wird er, je nach Rohstoff, auch georgischer Wodka oder Trauben-Wodka genannt. Nach der Destillation hat Tschatscha einen Alkoholgehalt von 70 % vol und wird deshalb mit Wasser auf Trinkstärke verdünnt. Privat gebrannter Tschatscha hat keinen festgelegten Alkoholgehalt. Zur Reifung wird Tschatscha mindestens ein halbes Jahr gelagert.
Im 19. und 20. Jahrhundert wurde Tschatscha zum Industrieprodukt. Das Herstellungsverfahren wurde verfeinert, als Rohstoff ausschließlich Weintrauben verwendet. Manche Hersteller lagern den Tresterbrand zur Geschmacksverbesserung in alten Eichenfässern, dadurch nimmt Tschatscha auch etwas Farbe auf. Industriell hergestellter Tschatscha ist mild und hat einen leicht aromatischen Traubengeschmack. Sein Alkoholgehalt beträgt 45 % vol. Er wird meistens in 0,5-Liter-Glasflaschen abgefüllt, manche Hersteller haben eigene Flaschendesigns, es kommen aber auch Abfüllungen in gewöhnlichen PET-Flaschen vor.
Tschatscha wird üblicherweise pur getrunken, bevorzugt eiskalt und mit einer Zitronenschale serviert. Er wird jedoch auch für Cocktails verwenden. In bäuerlichen Gegenden Georgiens ist es besonders bei kaltem Wetter üblich, morgens ein Glas Tschatscha zu trinken. In den westlichen Regionen des Landes wird er gerne zu einem süßen Imbiss getrunken. In Ostgeorgien wird er vor salzigen Speisen konsumiert.

## Kommerzielle und private Produktion

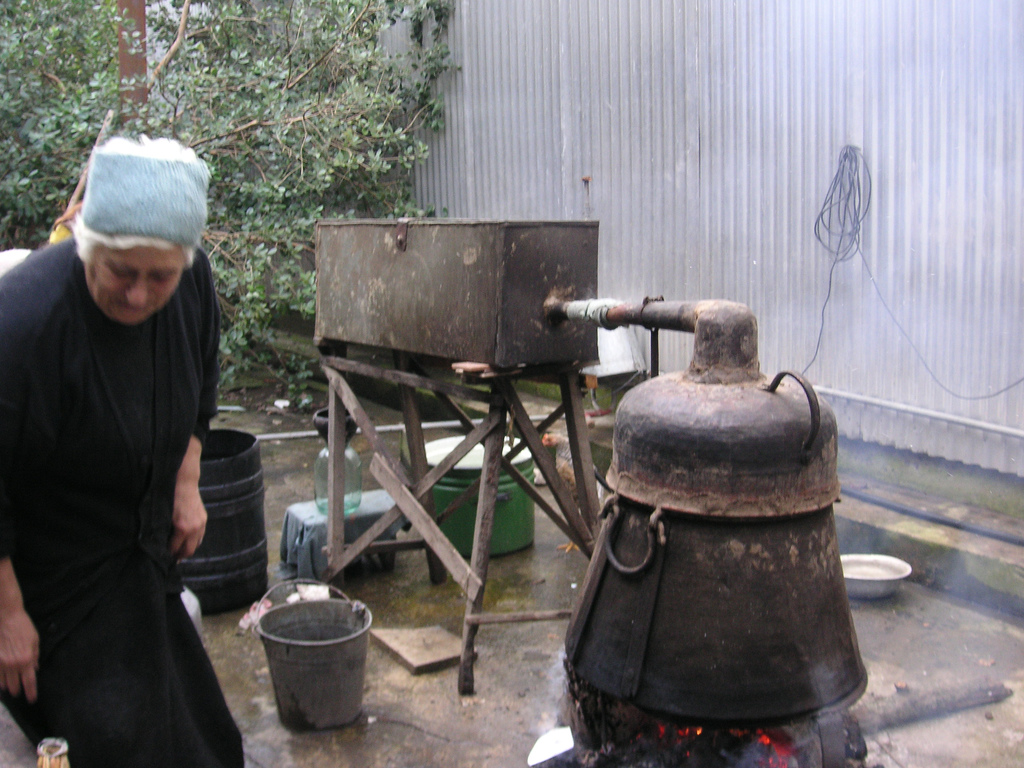
Private Produktion in Georgien (Ort unklar)

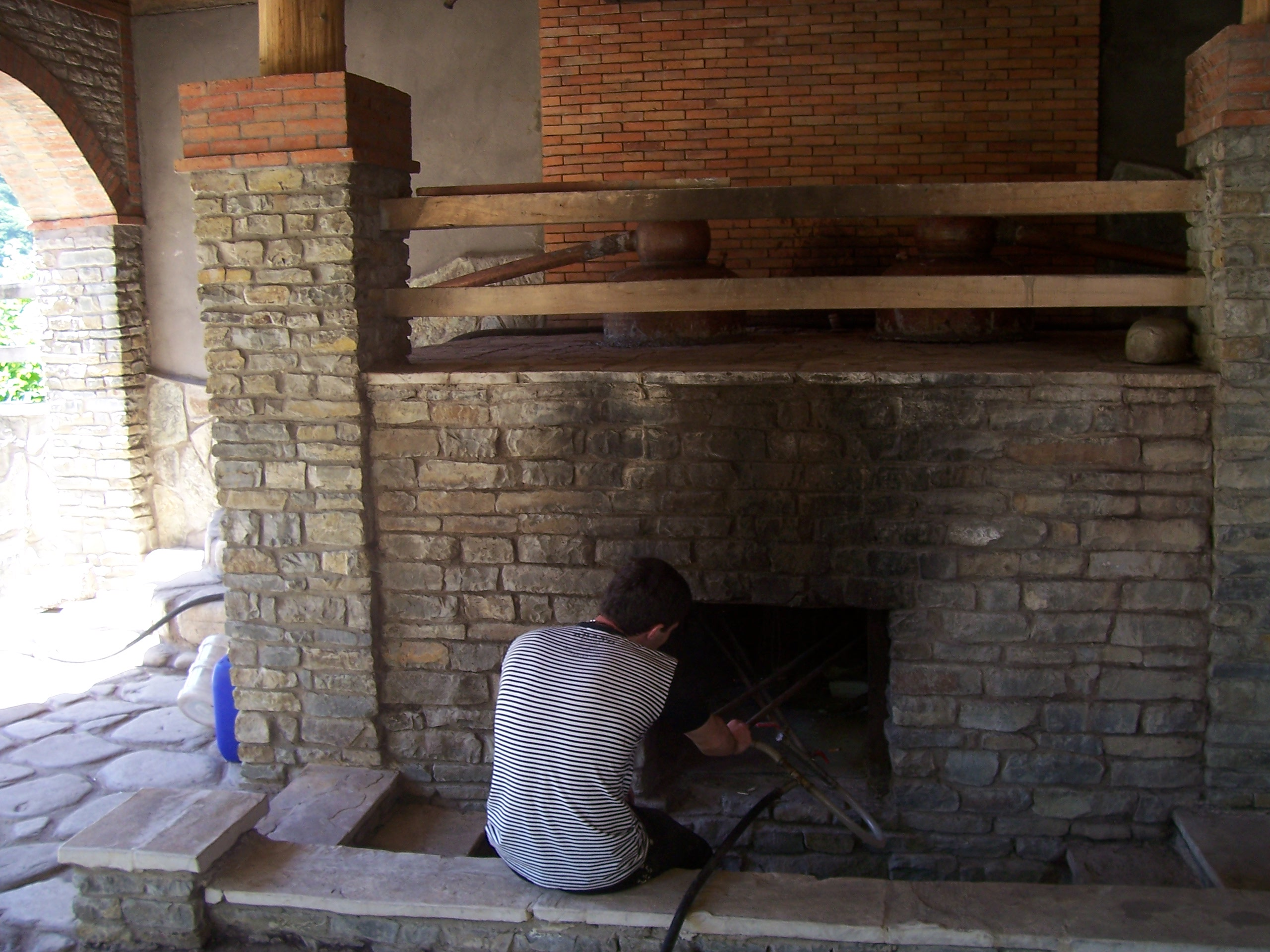
Professionelle Herstellung in einer Schnapsbrennerei in Tiflis

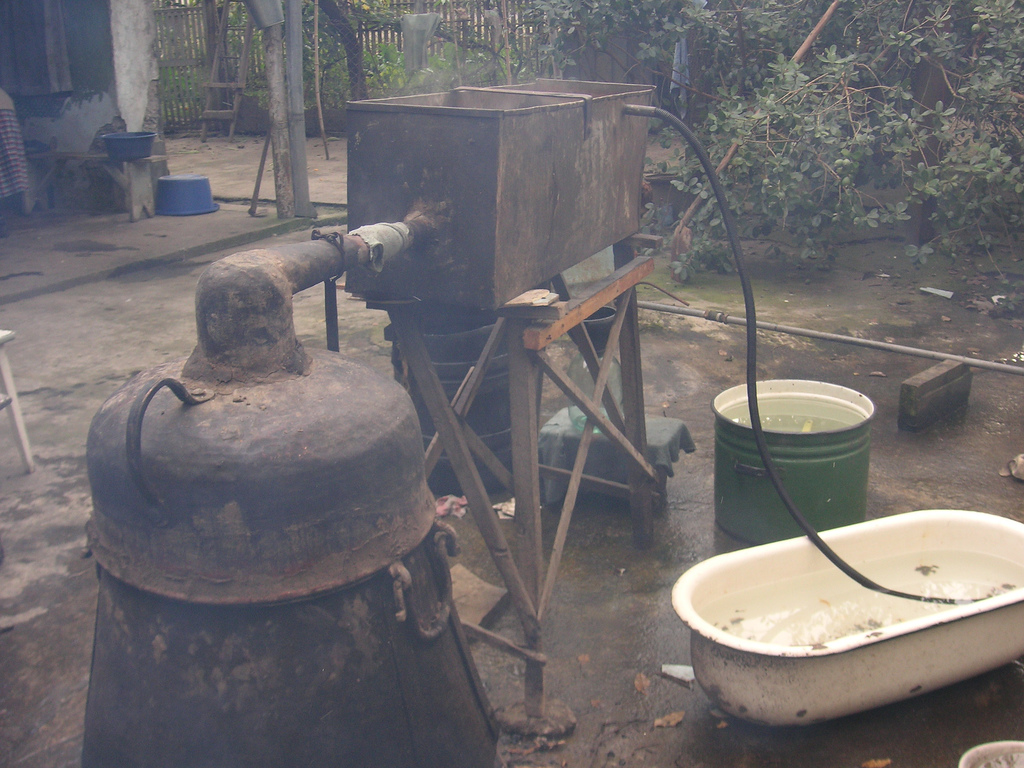
Private Produktion in Georgien (Ort unklar)

Da in Georgien die private Schnapsbrennerei zu privaten Zwecken steuerfrei erlaubt ist, auch mit selbstgebauten Brennblasen, findet sowohl eine private, nichtprofessionelle Produktion, wie auch die professionelle Produktion zu kommerziellen Zwecken statt. Beides wird als Teil der georgischen Kultur betrachtet. Die Umstände, unter denen jeweils produziert wird, werden durch die jeweiligen Fotos dargestellt.
links: Die linken Bilder zeigen eine traditionelle private Produktion. Das Feuer unter dem Kupferkessel erlaubt keine genaue Temperaturregulierung. Die Trennung von giftigem Methylalkohol vom erwünschten Ethanol (Genussalkohol) kann nur unzureichend gewährleistet werden. Häufig hat der private Brenner keinerlei Hilfsmittel zur Messung des Alkoholgehalts und muss sich auf seinen Geruchs- und Geschmackssinn sowie auf seine Erfahrung verlassen.
rechts: Professionelle Herstellung von Tschatscha in Tiflis. Ein Schnapsbrenner reguliert und kontrolliert die Gasflamme unterhalb des Kessels. Die komplette Einrichtung ist dauerhaft an diesem Ort installiert und für diesen Zweck stabil gebaut.

## Trivia
Nach Angaben des damaligen sowjetischen Botschafters in Washington, Andrei Andrejewitsch Gromyko, schenkte Josef Stalin während der Konferenz von Jalta 1945 Franklin D. Roosevelt und Winston Churchill je eine Flasche Tschatscha und erklärte ihnen: „Meiner Meinung nach ist das die beste von allen Wodkasorten. Allerdings trinke ich ihn nicht. Ich bevorzuge leichte trockene Weine.“